# Phragmatobia honei
Phragmatobia honei är en fjärilsart som beskrevs av Daniel 1943. Phragmatobia honei ingår i släktet Phragmatobia och familjen björnspinnare. Inga underarter finns listade i Catalogue of Life.